# Hesperapis rodecki
Hesperapis rodecki är en biart som beskrevs av Cockerell 1934. Hesperapis rodecki ingår i släktet Hesperapis och familjen sommarbin. Inga underarter finns listade i Catalogue of Life.